# Gran Premi d'Austràlia del 1996
Resultats del Gran Premi d'Austràlia de Fórmula 1 de la temporada 1996 disputat al circuit de Melbourne el 10 de març del 1996.

## Apunts
- Aquest va ser el primer Gran Premi disputat a Melbourne.

## Resultats
| Posició | Número | Pilot                 | Equip                  | Voltes | Temps/ retirada          | Posició de sortida | Punts |
| ------- | ------ | --------------------- | ---------------------- | ------ | ------------------------ | ------------------ | ----- |
| 1       | 5      | Damon Hill            | Williams - Renault     | 58     | 1h 32' 50. 4             | 2                  | 10    |
| 2       | 6      | Jacques Villeneuve    | Williams - Renault     | 58     | + 38.020 s               | 1                  | 6     |
| 3       | 2      | Eddie Irvine          | Ferrari                | 58     | + 1' 02.571 min.         | 3                  | 4     |
| 4       | 4      | Gerhard Berger        | Benetton - Renault     | 58     | + 1' 17.037 min.         | 7                  | 3     |
| 5       | 7      | Mika Häkkinen         | McLaren - Mercedes     | 58     | + 1' 35.071 min.         | 5                  | 2     |
| 6       | 19     | Mika Salo             | Tyrrell - Yamaha       | 57     | + 1 Volta                | 10                 | 1     |
| 7       | 9      | Olivier Panis         | Ligier - Mugen - Honda | 57     | + 1 Volta                | 11                 |       |
| 8       | 15     | Heinz-Harald Frentzen | Sauber - Ford          | 57     | + 1 Volta                | 9                  |       |
| 9       | 16     | Ricardo Rosset        | Footwork - Hart        | 56     | + 2 Voltes               | 18                 |       |
| 10      | 10     | Pedro Diniz           | Ligier - Mugen - Honda | 56     | + 2 Voltes               | 20                 |       |
| 11      | 18     | Ukyo Katayama         | Tyrrell - Yamaha       | 55     | + 3 Voltes               | 15                 |       |
| Ret     | 20     | Pedro Lamy            | Minardi - Ford         | 42     | Proteccions              | 17                 |       |
| Ret     | 1      | Michael Schumacher    | Ferrari                | 32     | Frens                    | 4                  |       |
| Ret     | 21     | Giancarlo Fisichella  | Minardi - Ford         | 32     | Embragatge               | 16                 |       |
| Ret     | 11     | Rubens Barrichello    | Jordan - Peugeot       | 29     | Motor                    | 8                  |       |
| Ret     | 8      | David Coulthard       | McLaren - Mercedes     | 24     | Accelerador              | 13                 |       |
| Ret     | 17     | Jos Verstappen        | Footwork - Hart        | 15     | Motor                    | 12                 |       |
| Ret     | 3      | Jean Alesi            | Benetton - Renault     | 9      | Col·lisió                | 6                  |       |
| Ret     | 12     | Martin Brundle        | Jordan - Peugeot       | 1      | Col·lisió                | 19                 |       |
| Ret     | 14     | Johnny Herbert        | Sauber - Ford          | 0      | Accident a la 1a sortida | 14                 |       |
| NVQ     | 22     | Luca Badoer           | Forti F1 - Ford        |        | Norma del 107%           | 21                 |       |
| NVQ     | 23     | Andrea Montermini     | Forti F1 - Ford        |        | Norma del 107%           | 22                 |       |

## Altres
- Pole:  Jacques Villeneuve 1' 32. 371
- Volta ràpida:  Jacques Villeneuve 1' 33. 421 (a la volta 27)